# A terasz (Így jártam anyátokkal)
A terasz (eredeti címén The Front Porch) az Így jártam anyátokkal című televízió-sorozat negyedik évadának tizenhetedik epizódja. Eredetileg 2009. március 16-án vetítették, míg Magyarországon 2010. május 24-én.
Ebben az epizódban Karen szakít Teddel, aki rájön, hogy Lily a felelős ezért és sok korábbi szakításáért is. Miközben Robin hajnali műsorát próbálnák nézni, Barney rájön, hogy milyen jó hálóingben aludni.

## Cselekmény
Az epizód azzal kezdődik, hogy Robin megígérteti a többiekkel, hogy fennmaradnak megnézni a hajnali 4 órakor kezdődő műsorát. A csapat meg is fogadja ezt. Ted ekkor bejelenti, hogy Karen szakított vele, mert megtalálta Robin fülbevalóját az ágyában, és úgy gondolta, hogy lefeküdtek egymással.
Aznap hajnalban, amikor fennmaradnak megnézni a műsort, Ted megtalálja Robin másik fülbevalóját Marshall fiókjában, ezért meggyanúsítja őt, hogy szándékosan szabotálta a dolgokat. Eközben elindul a reggeli műsor, de azt Ted lenémítja, így lemaradnak arról, milyen fantasztikus dolgok történnek Robinnal (elsírja magát egyenes adásban, megmenti egy főzőműsor vendégét a kigyulladt stúdióban, újraéleszti a szívrohamot kapott időjóst, majd élő adásban levezet egy szülést). Kiderül, hogy nem Marshall a felelős a dologért, hanem Lily. Sőt nemcsak Karen miatt, hanem más lányok miatt is, a "teraszos" tesztje miatt. Ugyanis elképzeli magukat öregen egy háznak a teraszán, és azt, hogy ez jó vagy rossz lenne. Azt elismeri, hogy Stella és Victoria esetében nem lépett közbe, de Robin esetében már hezitál. Lily szerint ugyanis rossz lenne egy olyan jövőbeli teraszon ücsörgés, ahol Tednek nincsenek gyerekei, Robin pedig az elszalasztott karrierje miatt kesereg. Hiába tagadja, kiderül, hogy a szakításuknál is ő machinált.
Robin is megérkezik, és megsértődik, amiért nem láttak semmit a műsorából a többiek. Aztán ő is megtudja, mit tett Lily, aki azzal védekezik, hogy igazából nem akarta, hogy szétmenjenek. Ted dühös lesz és elviharzik. Másnap aztán a bárban összefut Karennel. Ő azt mondja, Lily írt egy levelet, amiben bocsánatot kért és meghívta őket vacsorára. Csakhogy Karen azt mondja, hogy nem akarja többé látni Lilyt. Ted elképzeli a teraszt Marshall és Lily nélkül, és rájön, hogy az szörnyű lenne, ezért szakít Karennel. Jövőbeli Ted elmondja, hogy rájött arra, hogy sokkal fontosabb számára, hogy a barátnője szeresse a barátait, mint fordítva. Lily vacsorájához plusz egy főnek végül Robin csatlakozik. Közben Ted és Robin azon gondolkoznak, hogy vajon még most is együtt lennének, ha Lily nem lép közbe. Megegyeznek, hogy ha 40 évesek lesznek, és egyiküknek sincs senkije, akkor újra összejönnek.
A hajnali tévézés alatt Marshall egy ódivatú hálóingben jelenik meg, Barney pedig egy öltönymintájú selyempizsamában. Barney szerint a pizsamája király és vonzza a nőket, de borzasztóan kényelmetlen benne aludni. Marshall meggyőzi, hogy próbálja fel a hálóinget, és rájön, hogy mennyire kényelmes viselet. Egy héttel később aztán egy randija éppen a hálóing miatt hiúsul meg.

## Kontinuitás
- Lily festménye "A párbaj" című részből még mindig ott lóg a falon.
- Marshall a képzeletbeli bridzsjátszmát is megnyeri, bizonyítva, hogy minden játékban nagyon jó (bár a bridzset egyáltalán nem úgy játsszák, ahogy ők csinálják)
- Marshallnak nem tetszik az a jövőkép, amikor Ted és Robin összeházasodnak, és Robin megveri őt bridzsben. Ugyanis Robin az egyetlen, aki jobb lehet nála, ami az "Egy kis Minnesota" című részben is látható.
- A kép, amit Robin a műsorában mutogat, a "Közbelépés" című részben készült.
- Lily szerint Ted elköteleződésfüggő. Mivel Robinnak az első randin szerelmet vallott, Stellát pedig olyan hamar eljegyezte, a többiek komolyan fontolgatták, hogy szerveznek egy közbelépést emiatt.
- Barney hálószobájában még mindig egy hatalmas ágy található egyetlen takaróval, ahogy az "A világ legjobb párosa" című részben is látható.

## Jövőbeli visszautalások
- A "Duplarandi" című részből kiderül, hogy Lily nem szereti a Star Wars-t, a "Trilógiák" című rész szerint pedig nincs ott a filmnéző maratonon sem.
- A "Rossz passzban" című részben pontosan a kapcsolatokat szétverő szakértelme miatt kérik fel Tedék, hogy válassza szét Robint és Barneyt.
- Ted és Robin fogadalma a későbbiek során is felbukkan, és végső soron a sorozat is így ér véget: mindketten elmúltak 40 évesek és egyedülállóak.
- Ted a "Szakítások ősze" című részben is a barátait választja a barátnője helyett.
- Robin műsorát majd csak "A legutolsó cigi" című részben nézik meg a többiek.
- Marshall és Lily lakásában az egyik esküvői fotójukon Marshall nagyon hülye arcot vág. A "Mosolyt!" című rész alapján sosem készül róla jó kép.
- Robin a szülés levezetését megemlíti "A mágus kódexe" című részben.
- Robin a "Napfelkelte" című epizódban úgy hivatkozik Karenre, hogy ő volt Ted harmadik legrosszabb barátnője.

## Érdekességek
- Habár azt állítja, hogy mindig pizsamaöltönyben alszik, "A világ legjobb párosa" című részben Barney félmeztelenül alszik.
- Marshall hálóinges álmodós jelenete utalás "A nagy Lebowski" című filmre. Amikor Barney meglátja Marshallt a hálóingben, utalások történnek a "Pán Péter", a "Charlie és a csokigyár", a "Karácsonyi ének" és "Az élet csodaszép" című filmekre.
- Marshall úgy utal Karenre, mint aki az első nő volt az életében, akivel szexuális kapcsolata volt. AZ "Először New Yorkban" című epizód alapján azonban ez a nő Molly McKenzie volt.
- Amikor Ted felelősségre vonja Lilyt a szakításokban való közreműködéséért, a jelenet utalás az "Egy becsületbeli ügy" című filmre.

## Vendégszereplők
- Laura Prepon - Karen
- Jessica Anderson - 3. szexi nő
- Italia Ricci - 1. szexi nő
- Nikki BreAnne Wells - 2. szexi nő

## Zene
- Bob Dylan - Man in Me